# Irina Popova
Pour les articles homonymes, voir Popov.
Irina Popova, née le 17 novembre 1964 en RSS d'Ukraine, est une joueuse de handball internationale soviétique naturalisée française, qui évoluait au poste de gardienne de but.

## Biographie
Irina Popova évolue notamment au Spartak Kiev avec lequel elle remporte la Coupe des clubs champions (C1) en 1985 ainsi que le Championnat d'URSS, même si elle semble avoir un temps de jeu limité derrière Natalia Mitriouk et est ainsi remplacée par Natalia Rousnatchenko la saison suivante. Popova aurait néanmoins été sélectionnée à 80 reprises en Internationale soviétique.
Elle rejoint l'ASPTT Metz en 1990. Elle est naturalisée française en 1994 et joue avec l'équipe de France à compter de 1995,. Avec les Bleues, elle contribue à la qualification pour le championnat du monde féminin 1997, compétition qu'elle dispute également.

## Palmarès

### En club
compétitions internationales
- Coupe des clubs champions (C1) en 1985

compétitions nationales
- Championnat d'URSS : 1985...
- Championnat de France
  - championne en 1993, 1994, 1995, 1996, 1997 et 1999 (avec ASPTT Metz)
  - vice-championne en 1991, 1992
- Coupe de France
  - vainqueur en 1994, 1998 et 1999[9] (avec ASPTT Metz)
  - finaliste en 1992 et 1993[10] (avec ASPTT Metz)

## En équipe nationale
- Médaille d'or au Championnat du monde junior féminin en 1983 en France[11]
- Médaille d'or aux Jeux de l'Amitié (1984) (en)